# Mayriella transfuga
Mayriella transfuga é uma espécie de formiga do gênero Mayriella, pertencente à subfamília Myrmicinae.